# 無差別大量殺人行為を行った団体の規制に関する法律
無差別大量殺人行為を行った団体の規制に関する法律（むさべつたいりょうさつじんこういをおこなっただんたいのきせいにかんするほうりつ、平成11年法律第147号）は、無差別大量殺人行為を行った団体の規制に関する日本の法律である。団体規制法やオウム新法などと通称される。
法務省刑事局公安課と、その外局の公安調査庁調査第一部が共同で所管する。

## 概要
目的は、団体の活動として役職員・構成員が無差別大量殺人行為を行った場合に、その団体につき、その活動状況を明らかにし又は当該行為の再発を防止するために必要な規制措置を定め、もって国民の生活の平穏を含む公共の安全の確保に寄与することにある。
日本政府が地下鉄サリン事件等の凶悪事件を起こしたオウム真理教に対して破壊活動防止法の適用を請求したが、1997年1月に公安審査委員会により請求棄却とされ、既存の法律では無差別テロを起こしてなおも存続し続ける団体に対する法規制が実施できない事態となった（オウム真理教破壊活動防止法問題）。そのため、破壊活動防止法に代わってオウム真理教への法規制を可能とする治安立法が必要となり、無差別大量殺人行為を行った団体の規制に関する法律（団体規制法）が制定された。
1999年（平成11年）12月7日に公布され、同月27日に施行された。下位法令には、同法施行令（平成11年政令第403号）、同法施行規則（平成11年法務省令第46号）がある。

## 適用対象
現在までにこの法律の適用対象となっている団体は、オウム真理教及びその後継団体（Aleph）および分派団体（ひかりの輪、山田らの集団）である。なお同じオウム真理教の後継団体でもケロヨンクラブは適用対象となっていない。
本法1条は、「団体の活動として役職員又は構成員が、例えばサリンを使用するなどして、無差別大量殺人行為を行なった団体」とする。また、観察処分の対象につき、2条1項は、その団体の役職員又は構成員が当該団体の活動として無差別大量殺人行為を行った団体が次のいずれかに該当し、その活動状況を継続して明らかにする必要があると認められる場合とする。
1. 当該無差別大量殺人行為の首謀者が当該団体の活動に影響力を有していること
2. 当該無差別大量殺人行為に関与した者の全部又は一部が当該団体の役職員又は構成員であること
3. 当該無差別大量殺人行為が行われた時に当該団体の役員（団体の意思決定に関与し得る者であって、当該団体の事務に従事するものをいう）であった者の全部又は一部が当該団体の役員であること
4. 当該団体が殺人を明示的に又は暗示的に勧める綱領を保持していること
5. 前各号に掲げるもののほか、当該団体に無差別大量殺人行為に及ぶ危険性があると認めるに足りる事実があること

これらから、公安調査庁は、オウム真理教の後継団体は、組織名を変えても「オウム真理教」として扱うことが分かる。報道もそれに従う。
なお、この法律でいう「無差別大量殺人行為」とは、政治上の主義若しくは施策を推進し、支持し、又はこれに反対する目的をもって殺人罪に該当する行為をなすことであって、不特定かつ多数の者を殺害し、又はその実行に着手してこれを遂げないものをいう。ただし、1989年12月27日以前にその行為が終わっているものは除く。
観察処分を受けた団体は、処分時及び処分後3ヶ月ごとに役職員、活動の用に供している土地建物、資産負債、活動状況その他公安審査委員会が特に必要と認めた事項について公安調査庁長官に報告義務があり、公安調査官は立入検査することができる。なお、期間は最長3年で、更新が可能である。
さらに、再発防止処分として、一定の要件を満たす場合に、最長6ヶ月間、土地建物の新規取得や新規借入の禁止、土地建物の使用禁止、当該無差別大量殺人行為の関与者等の団体施設での従事禁止、団体への勧誘強要や脱退妨害禁止、寄付受領禁止の処分を講じることも可能である。処分に従わない場合は2年以下の懲役または100万円以下の罰金の刑事罰が規定されている。なお、同法は破壊活動防止法のような対象団体への解散命令はない。

## 再発防止処分例
- 2023年1月に公安調査庁はAlephは収益事業で得た資産などの報告を適切に行わなかったとして、再発防止処分を公安審査委員会に請求。同年2月に公安審査委員会はAlephへの意見聴取を実施したものの、Aleph側は出頭せず、陳述書等も提出しなかった。2023年3月13日に公安審査委員会はAlephに対して初めて同法に基づき、同年3月21日から6ヶ月間の寄付受領や13施設の一部や全部の使用を使用禁止とする再発防止処分を決定した。

## 構成
- 第1章 総則（第1条 - 第4条）
- 第2章 規制措置（第5条 - 第11条）
- 第3章 規制措置の手続（第12条 - 第28条）
- 第4章 調査（第29条・第30条）
- 第5章 雑則（第31条 - 第37条）
- 第6章 罰則（第38条 - 第43条）
- 附則